# Шаренко Василь Денисович
Шаренко Василь Денисович (21 березня 1916 року, містечко Куземин Зіньківського повіту Полтавської губернії — 30 липня 1944 року, місто Львів) — Герой Радянського Союзу (13.04.1944).
Гвардії капітан, командир ескадрильї 100-го гвардійського винищувального авіаційного полку (9-а гвардійська винищувальна авіаційна дивізія, 8-а повітряна армія, 4-й Український фронт). До листопада 1943 року здійснив 223 бойових вильоти, у 51 повітряному бою збив 12 літаків противника особисто й 4 — в групі.